# 賓特朱拜勒區

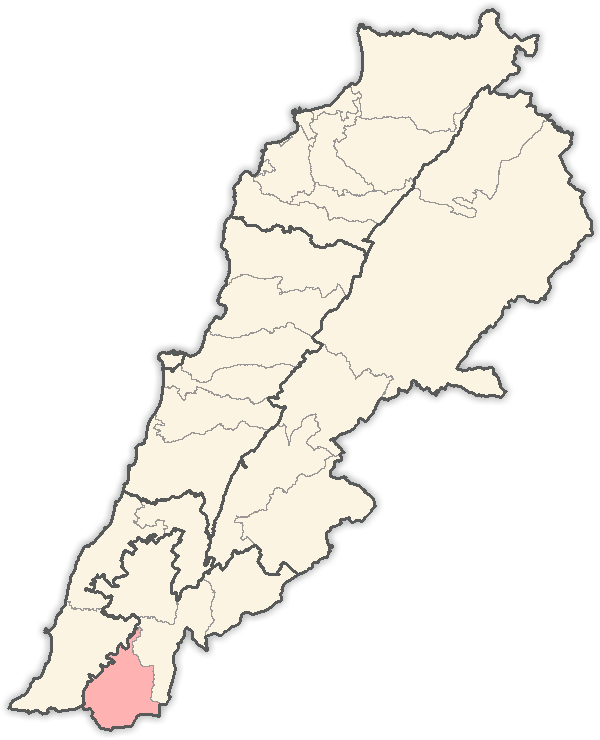

33°07′07″N 35°26′02″E / 33.1185°N 35.434°E
賓特朱拜勒區（阿拉伯语：‎），是黎巴嫩奈拜提耶省的區份，位於該國東南部，首府設於賓特朱拜勒，面積336平方公里，2008年人口58,300，人口密度每平方公里174人。